# Liste der Synagogen in Hamburg
Die Liste der Synagogen in Hamburg umfasst die Synagogen und ehemaligen Synagogen auf dem heutigen Hamburger Stadtgebiet.

## Geschichte
Im Hamburger Raum siedelten sich seit Ende des 16. bzw. Anfang des 17. Jahrhunderts Juden an. Sie ließen sich in Hamburg und in den bis 1938 selbstständigen Städten Altona, Wandsbek und Harburg nieder. In Hamburg und Altona bestanden getrennte Gemeinden der Sepharden aus Spanien und Portugal und den Aschkenasim aus dem deutschsprachigen Raum und Osteuropa.
Das älteste Zentrum jüdischen Lebens in Hamburg befand sich in der Altstadt am Alten Wall. Nach dem Bau der Wallanlagen 1627 kamen Gebiete in der Neustadt hinzu. Nach der Aufhebung der Torsperre 1861 verließen viele Einwohner die engen Stadtviertel und zogen in die neu entstehenden Stadtteile am Rothenbaum, in Harvestehude und vor allem ins Grindelviertel. Synagogen und andere Einrichtungen des sozialen Lebens folgten ihren Nutzern.
In Hamburg war der Bau von Synagogen lange Zeit nicht erlaubt, so dass der Gottesdienst in Privathäusern stattfinden musste. Bis Anfang des 20. Jahrhunderts waren Synagogen zumindest von außen nicht als Synagogen erkennbar oder hinter den Vorderhäusern verdeckt. Während des Zusammenschlusses der Dreigemeinde Altona, Hamburg Wandsbek (1671–1812) unterhielten die Altonaer und Wandsbeker Gemeinde in Hamburg eigene Synagogen für ihre in Hamburg lebenden Mitglieder.
Im 19. und Anfang des 20. Jahrhunderts entstanden zahlreiche Vereinssynagogen und Lehrhäuser, die eigene Gottesdienste abhielten. Auch einige jüdische Einrichtungen und Wohnstifte besaßen Synagogen. Während der Novemberpogrome 1938 wurden die meisten Synagogen demoliert und geschändet. Wegen der Hoflage oder nahegelegener Wohnbauten wurde in den meisten Synagogen kein Feuer gelegt. Anschließend wurden sie enteignet, einige abgerissen oder zweckentfremdet, andere durch Kriegseinwirkung zerstört. Einzig in der Neuen Dammthor-Synagoge konnten noch bis 1942 Gottesdienste abgehalten werden. Die 1945 wieder gegründete Gemeinde errichtete 1960 eine neue Synagoge mit Gemeindehaus.

## Hamburg

### Portugiesisch-Jüdische Gemeinde

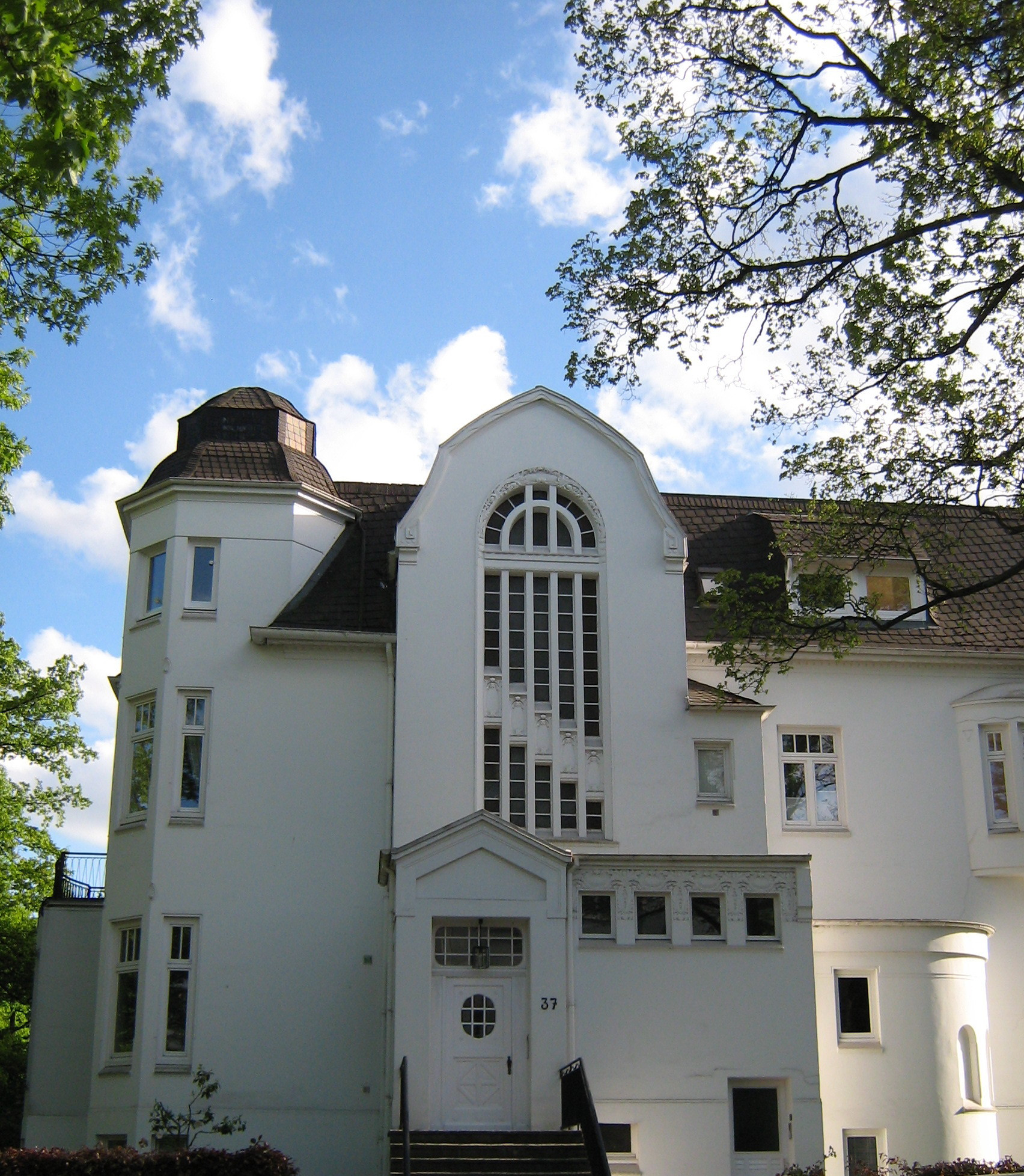
In der Innocentiastraße befand sich 1935–1939 die letzte sephardische Synagoge in Hamburg

- Alter Wall (60/62) (Lage) Seit 1612 war in einem Privathaus der Betraum der sephardischen Gemeinde „Newe Salom“. 1652 schlossen sie sich mit den Gemeinden „Keter Tora“ und „Talmud Tora“, die vorher eigene Beträume gehabt hatten, sich zu einer Gesamtgemeinde „Beit Israel“ zusammen, die hier ihren gemeinsamen Betsaal hatte. Der Bau einer Synagoge und auch der Ausbau des Gebäudes wurden im 17. Jahrhundert vom Senat auf Drängen von Bürgern und der protestantischen Geistlichkeit unterbunden. Die Synagoge bestand bis 1833.
- Hinter Marcusstraße 36[1] (Lage)
- Innocentiastraße 37 (Lage) Die Villa in Harvestehude wurde 1935 von der Sephardischen Gemeinde angemietet und als Synagoge eingerichtet. Das Gebäude trug die hebräische Inschrift „Heilige Gemeinde der Sephardim Beit Israel – Nahe ist Gott allen, die ihn rufen“; auf dem Erker stand ein Magen David. Beide mussten trotz eines Protestes der NSDAP bei der zuständigen Behörde nicht entfernt werden. 1938 wurde die Synagoge vermutlich nicht angegriffen. Nach Ablauf des Mietvertrages Ende 1939 wurde das Gebäude wieder zu Wohnzwecken eingerichtet. Es diente danach als „Judenhaus“, zur zwangsweisen Unterbringung von Juden bis zu deren Deportation. Heute wird das Gebäude privat genutzt.

### Aschkenasische Gemeinde
- Synagoge Neuer Steinweg, Neuer Steinweg 24–28, (Lage)

Die Synagoge befand sich im Obergeschoss eines umgebauten Wohnhauses im Hof. Sie wurde 1654 errichtet und 1859 verkauft.

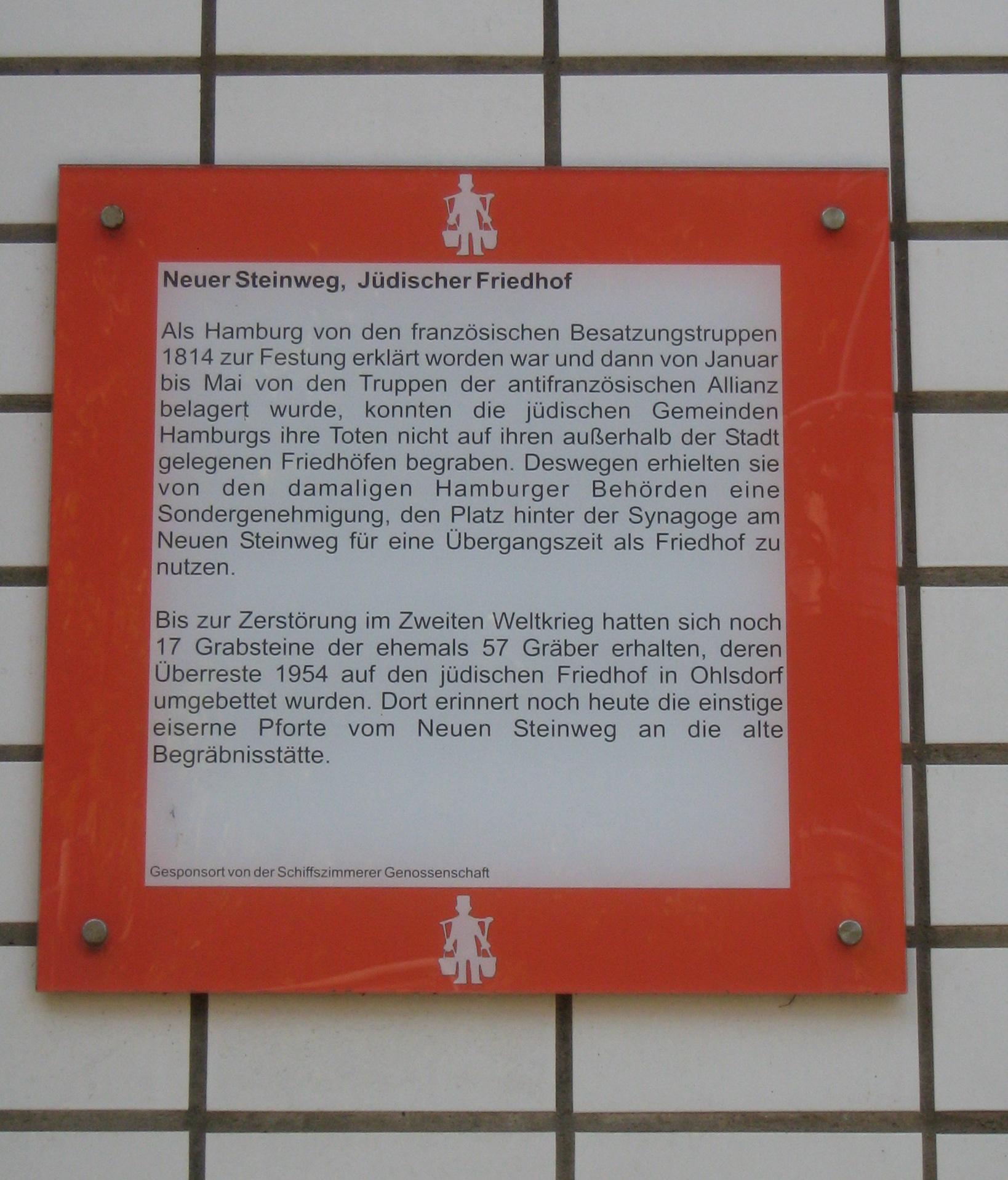
Gedenktafel für den Friedhof

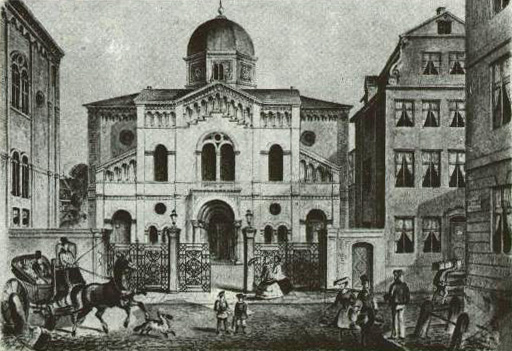
Synagoge Kohlhöfen

- Synagoge Kohlhöfen, Kohlhöfen 19/20, (Lage)

Die Synagoge Kohlhöfen wurde 1857–1859 nach Plänen des Architekten Abraham Rosengarten erbaut. Sie wurde als repräsentativer Ziegelbau im Rundbogenstil entworfen und war mit einer Tambourkuppel gekrönt. Der Bau war der erste in Hamburg, der von der Straße aus einsehbar war. Nach dem Bau der Bornplatzsynagoge 1906 leitet die Gemeinde 1914 einen Verkauf des Grundstücks an die Stadt ein, der wegen des Ersten Weltkriegs nicht zustande kam. 1934 wurde die Synagoge dann im Rahmen der Sanierung des Gebiets verkauft und anschließend abgerissen.

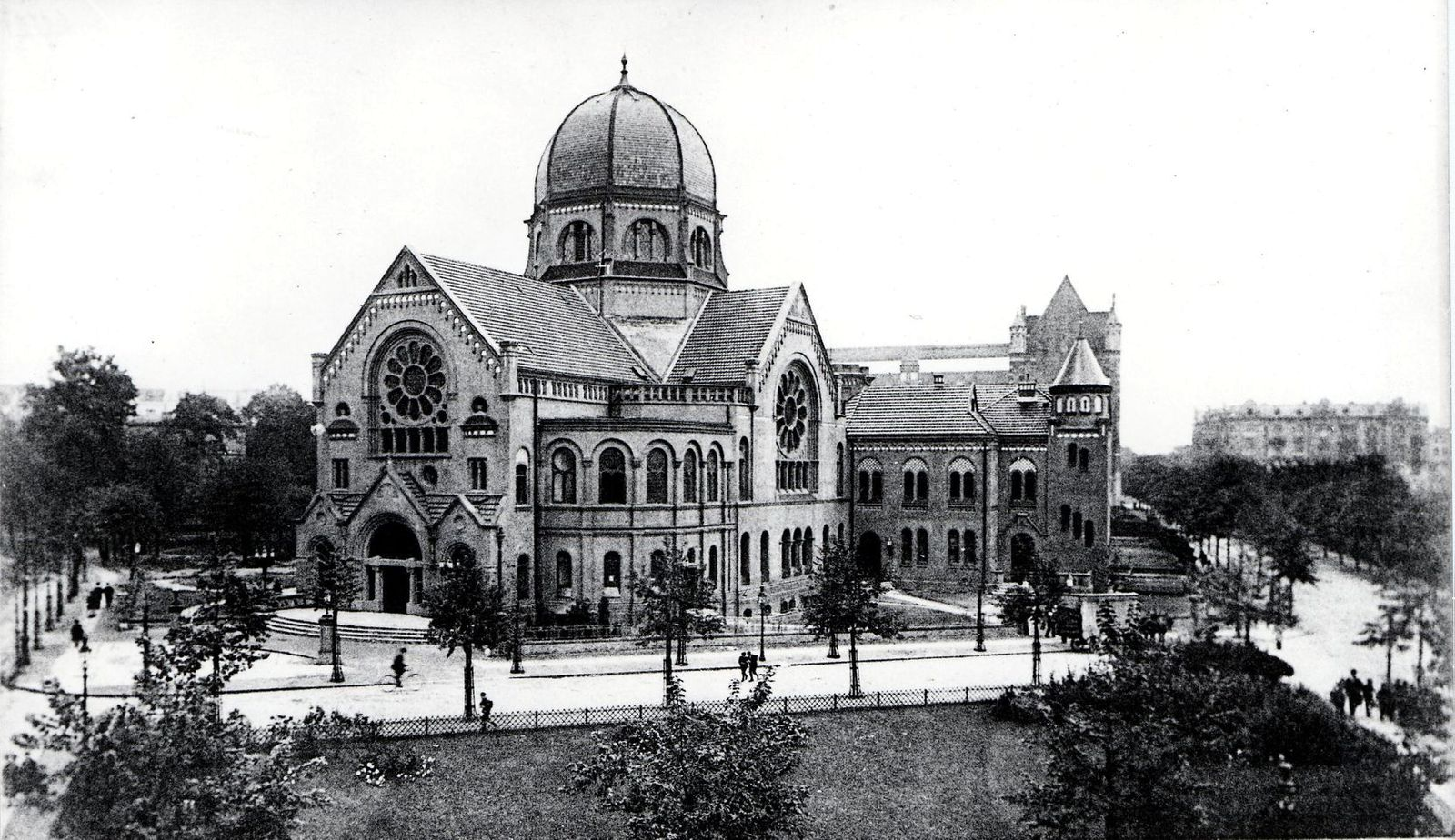
Die Bornplatzsynagoge kurz nach der Einweihung 1906. Sie war die größte Synagoge Hamburgs.

- Bornplatzsynagoge Bornplatz (heute: Jospeph-Carlebach-Platz) (Lage)

Die Synagoge wurde 1906 als Hauptsynagoge des Deutsch-Israelitischen Gemeinde erbaut, 1938 zerstört und geschändet und bis 1940 abgetragen.
- Synagoge Hohe Weide, Hohe Weide 34, (Lage)

Die heutige Synagoge der Jüdischen Gemeinde Hamburg wurde von dem Architektenbüro Wongel & May entworfen und 1960 fertiggestellt.

### Synagogen des Tempelverbandes
Aus der Bewegung des Reformjudentums heraus gründeten 65 jüdische Hausväter im Dezember 1817 in Hamburg den Neuen Israelitischen Tempelverein und bezogen 1818 ihr erstes Gotteshaus in der südlichen Neustadt (Brunnenstraße).
Der Neue Tempel (Name für die Reformsynagoge und für die Tempelgemeinde) in der Poolstraße 12–13 wurde vom Tempelverein ab 1829 geplant, weil der erste provisorische Tempel zu klein wurde. Der Tempel in der Poolstraße wurde von 1842 bis 1844 nach Plänen des Architekten Johann Hinrich Klees-Wülbern erbaut. Von dem ehemaligen dreischiffigen Gotteshaus sind heute noch die Reste der westlichen Vorhalle und das östliche Apsisgebäude als unverbundene Kriegsruinen erhalten, das Hauptschiff wurde 1944 durch einen Bombentreffer zerstört. 1931 wurde ein neuer Tempel in der Oberstraße am Rothenbaum bezogen, der nach den Novemberpogromen 1938 geschlossen und zwangsverkauft werden musste.

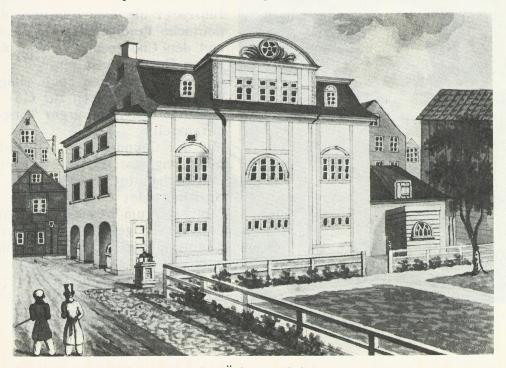
Der Tempel in der Ersten Brunnenstraße (1818–1844)
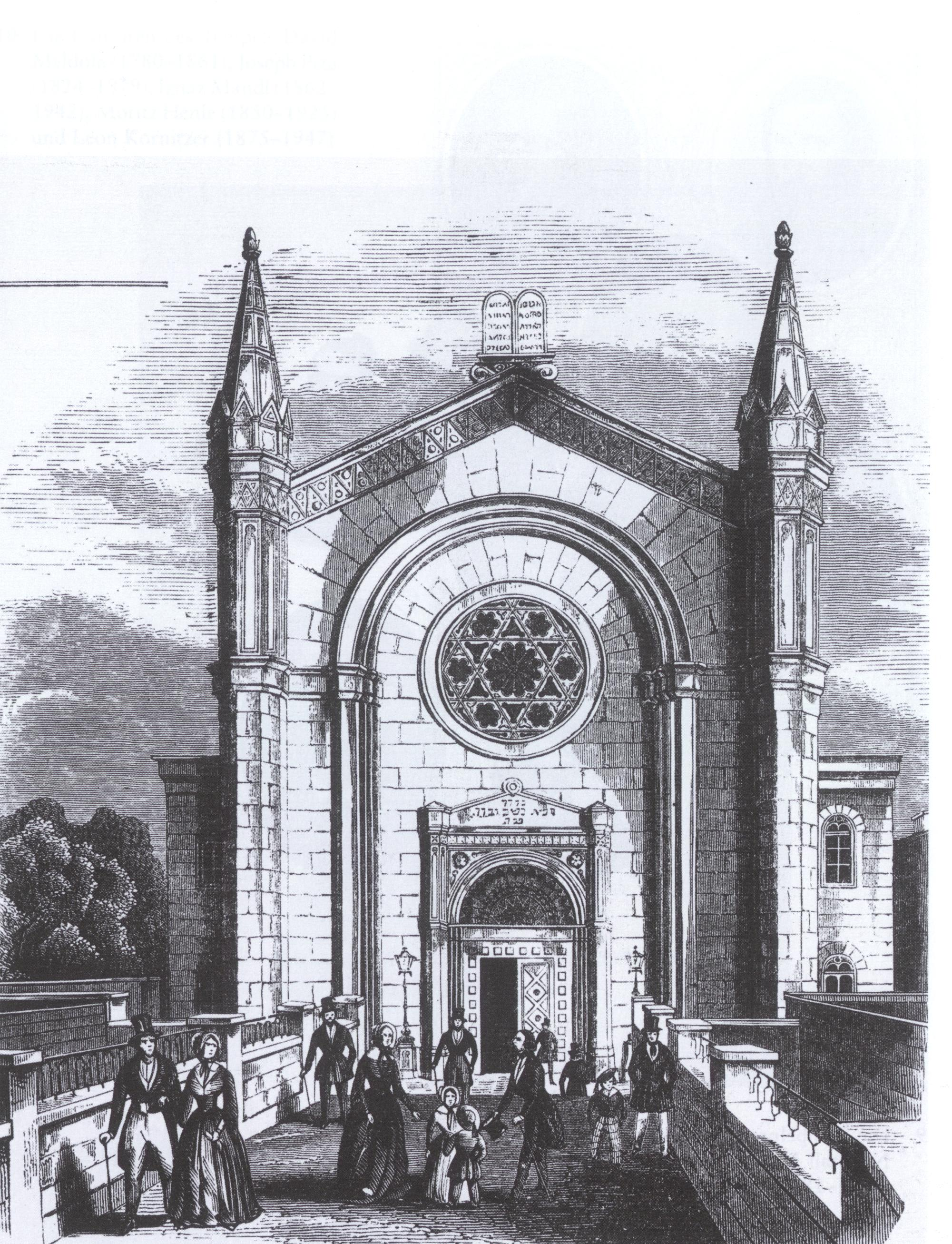
Der Neue Tempel in der Poolstraße (1844–1931)
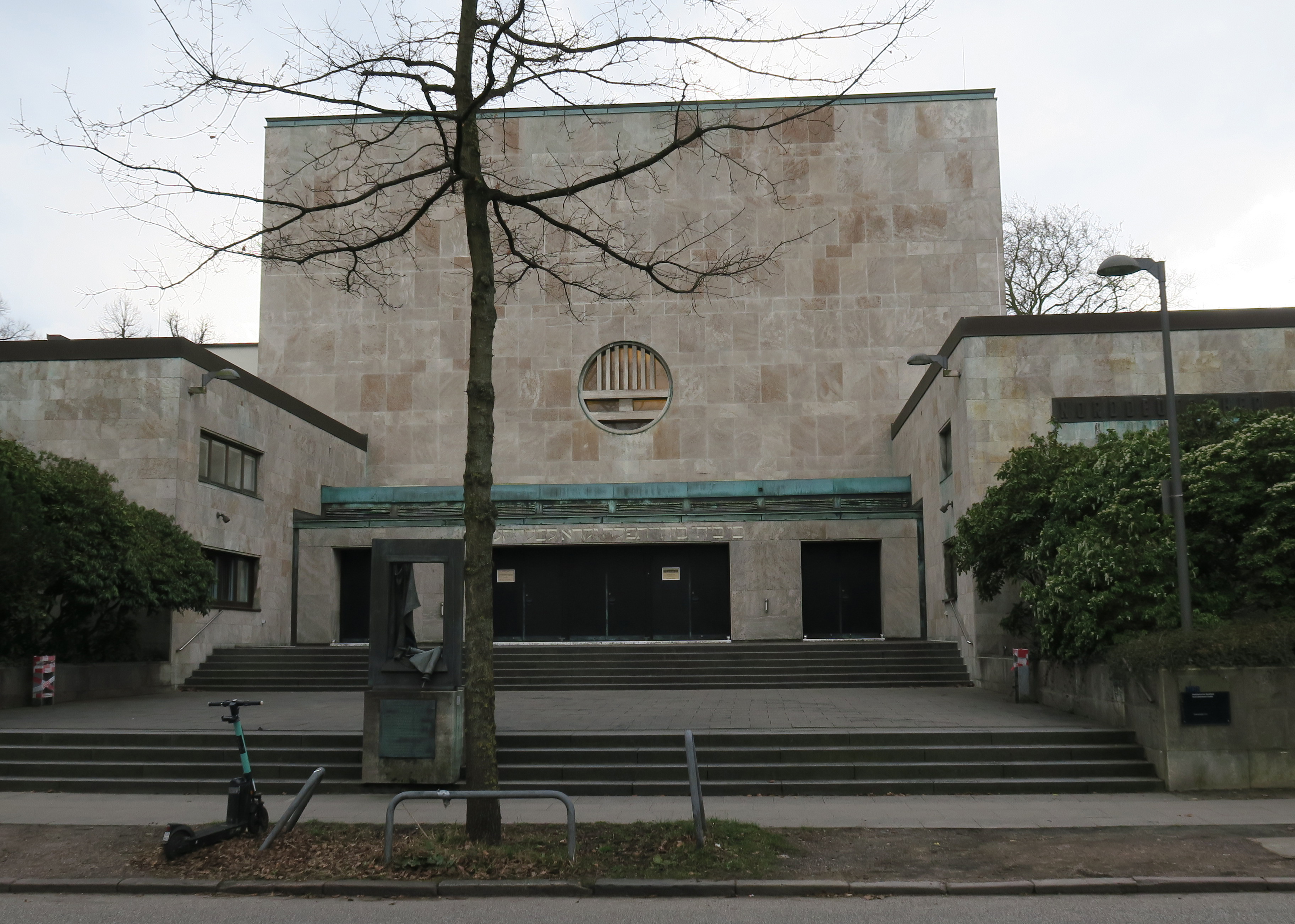
Der Tempel in der Oberstraße (1931–1938), jetzt Rolf-Liebermann-Studio des NDR

- Brunnenstraße
- Poolstraße (Lage)
- Oberstraße 120 (Lage)

### Neue Dammtorsynagoge
- Neue Dammtorsynagoge (Allendeplatz 3 (früher hinter Beneckestraße 4) (Lage)

Die Neue Dammtorsynagoge wurde 1895 im maurischen Stil errichtet. Sie wurde von einem Verein gleichen Namens getragen und feierte einen konservativen Gottesdienst mit maßvollen Neuerungen. 1924 wurde der Verein ein eigenständiger Kultusverband im innerhalb der Gemeinde, neben dem orthodoxen Deutsch-Israelitische Synagogen-Verband und dem Israelitische Tempel-Verband. Während des Novemberpogroms 1938 wurde die Synagoge verwüstet. Sie konnte jedoch durch private Spenden wieder für den Gottesdienst hergerichtet werden und war bis zu ihrer Beschlagnahme 1943 in Betrieb. Kurze Zeit später wurde das Gebäude durch einen Bombentreffer zerstört.

### Alte und Neue Klaus

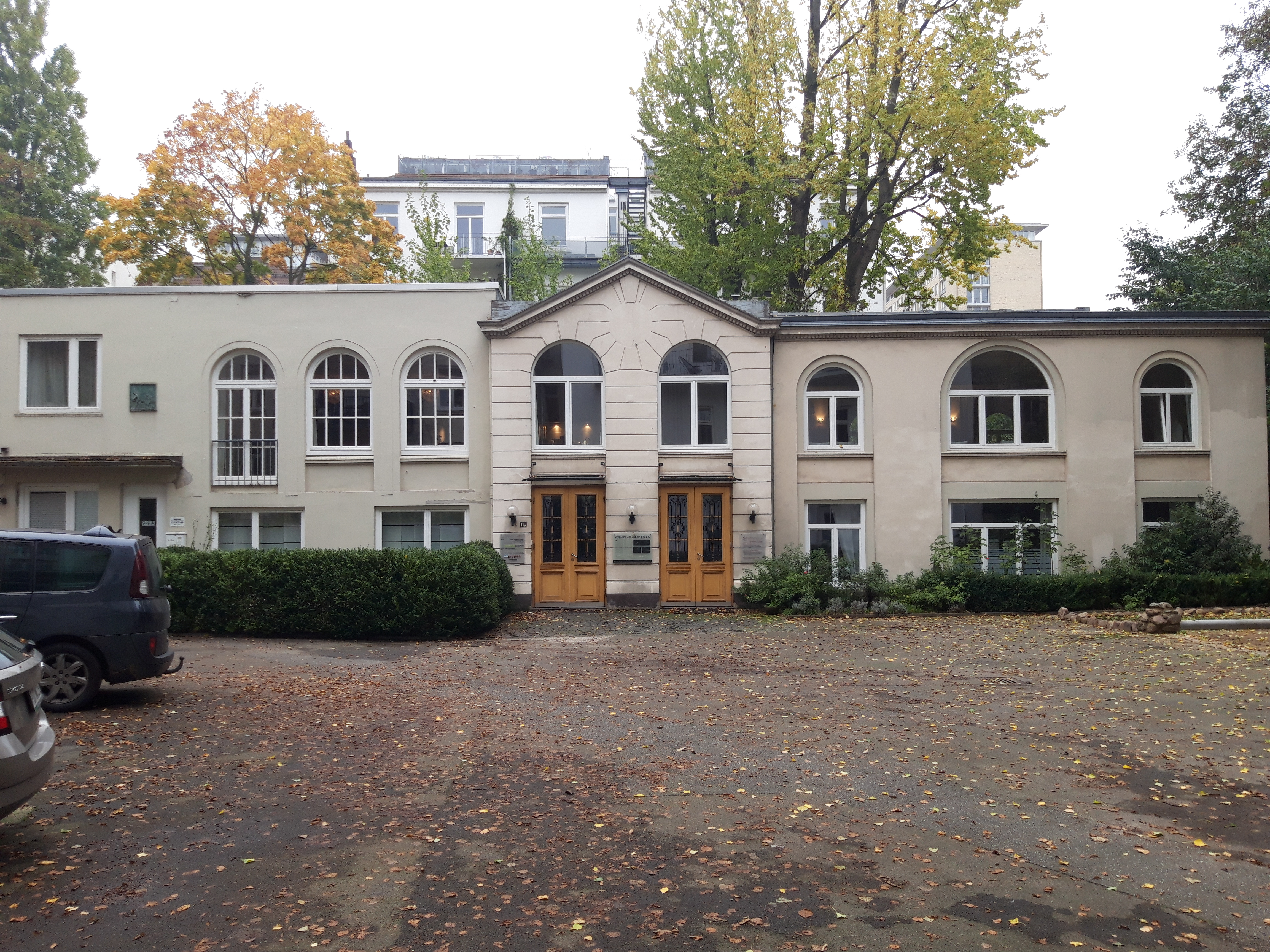
Alte und Neue Klaus (heutiges Gebäude)

- Die Alte Klaus wurde 1680 gegründet und die Neue Klaus 1756.

Beide Anstalten fusionierten 1798 zur Vereinigten Alten und Neuen Klaus. Bis 1905 traf man sich in der Peterstraße, dann in der Synagoge im Hinterhof Rutschbahn 11. An diesem Lehrhaus der Synagogengemeinschaft im gemeinsamen Hinterhof von Rutschbahn und Grindelallee in Hamburg-Rotherbaum lehrten Selig Pinchas Bamberger und die Rabbiner Steingut, Diamant, Cohn und Jaffé. Nach der Pogromnacht 1938 mussten die Gebäude verkauft werden und werden seither anderweitig genutzt.

## Altona

### Hochdeutsche Israelitengemeinde zu Altona
- Synagoge der Hochdeutschen Israelitengemeinde zu Altona (Hochstraße 50) (Lage)

Die Synagoge wurde 1694 gebaut, 1713 im Großen Nordischen Krieg wurde sie, wie große Teile Altonas, durch Brand zerstört und erst 1716 wieder aufgebaut. 1938 wurde sie verwüstet und musste 1942 zwangsweise verkauft werden. Das Gebäude sollte zur Unterbringung von Zwangsarbeitern dienen, wurde aber schon 1943 durch Bomben zerstört. Heute erinnert eine Gedenktafel (am ehemaligen Postamt Ecke Amundsen-/Kirchenstraße) an dieses Zentrum des religiösen jüdischen Lebens in Altona.
- Zwi-Hirsch-Aschkenasi-Klaus, in der Nähe der Synagoge.

Die Klaus wurde 1689 von Gemeindemitgliedern für den Rabbiner Zwi Hirsch Aschkenasi eingerichtet. Er wurde 1707 Oberrabbiner und verließ Altona 1710. Die Klaus bestand weiter bis in die Zeit des Nationalsozialismus.

#### Altonaer Filialgemeinde in Hamburg
- Betsaal der Altonaer Gemeinde in der Altstadt (im Gang „Hinter dem Blauen Turm“ zwischen Altem Wall und Kleiner Alster) (Lage)

Die Synagoge wurde 1719 in den beiden oberen Stockwerken eines dreistöckigen Gebäudes eingerichtet und bestand bis 1790. 1746 wurde ein Vertrag zur Anmietung und Einrichtung einer größeren Synagoge in der Nähe abgeschlossen, der Besitzer des alten Gebäudes bestand jedoch auf der Erfüllung des bestehenden Vertrages. Der Ausgang des Konflikts ist nicht bekannt.
- Synagoge Elbstraße (genannt „Altonaer Schul“) (heute Neanderstraße) (Lage)

Die Synagoge wurde 1788 als Synagoge der Altonaer Gemeinde in der Neustadt erbaut. Als Architekt wird Ernst Georg Sonnin genannt, obwohl es keine archivalischen Belege gibt. Nach der Trennung der Dreigemeinde diente das Gebäude der Deutsch-Israelitische Gemeinde, die auch die Vorderhäuser besaß. 1906 wurde sie zum Abbruch verkauft.

#### Ostjüdische Synagoge
Die meist aus Polen zugewanderten „Ostjuden“ unterhielten in Altona eigene Beträume. In der Polenaktion 1938 wurden die meisten von ihnen abgeschoben.
- Synagoge der ostjüdischen Vereinigung Adas Jisroel Bernstorffstraße 69 (früher Adolphstraße), (Lage).

Der Betraum in einer ehemaligen Werkstatt wurde 1920 eingerichtet. Während des Jom-Kippur-Gottesdienstes 1936 fing ein Toravorhang Feuer von einer der zahlreichen zur Illumination benutzen Kerzen. Die Torarollen und der Toraschrein wurde durch das Feuer zerstört. Die unbrauchbar gewordenen Torarollen wurde unter großer Anteilnahme auf dem Friedhof Bornkampsweg begraben. 1942 musste das Gebäude verkauft werden.
- Synagoge des Ostjüdischer Verein Ahawat Thora, Wohlersallee 62 (Lage).

Die Synagoge bestand von 1928 bis 1938.

### Portugiesisch-Jüdische Gemeinden
- Synagoge der Altonaer Portugiesischen Gemeinde (Hoheschulstraße 12–14) (Lage)

In der ersten Hälfte des 18. Jahrhunderts nach dem Brand 1713 benutzte die Gemeinde einen Saal in der Breiten Straße, der war nach einer zeitgenössischen Beschreibung mit vielen Kronleuchter und kostbaren Thoravorhängen ausgestattet war. Erst als die Gemeinde Unabhängigkeit von der Hamburger erlangte, wurde 1771 eine Gemeindesynagoge gebaut. 1887 wurde sie geschlossen, da die Gemeinde zu klein geworden war, um die benötigte Anzahl von zehn erwachsenen Männern für den Gottesdienst (Minjan) zusammenzubekommen. Die Synagoge wurde danach durch die aschkenasische Gemeinde genutzt und schließlich 1940 abgerissen.

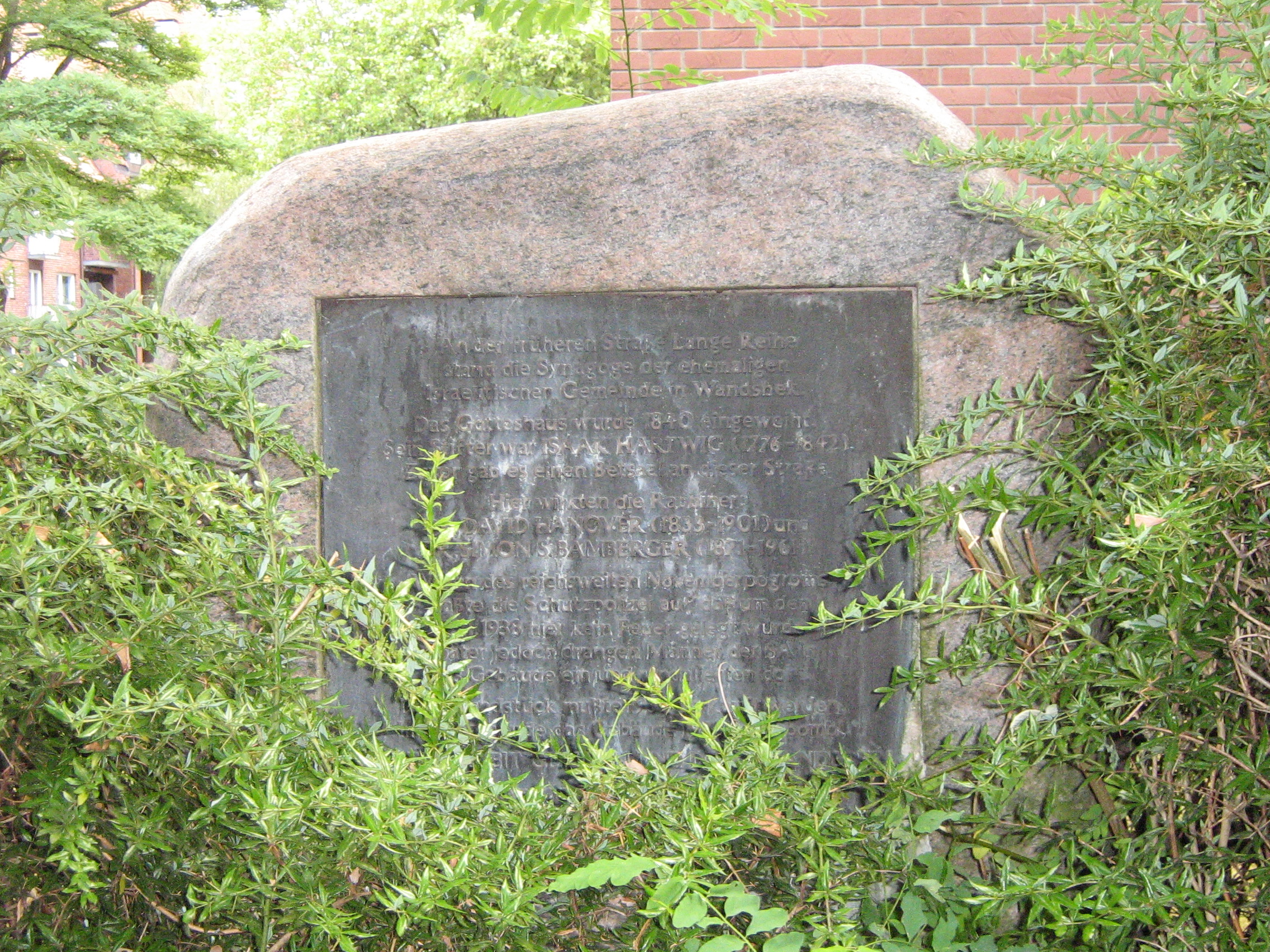
Gedenkstein für die Synagoge Wandsbek

- Abraham-Sumbel-Klaus, Wohlersallee 62

Lage
Die Klaus wurde 1853 als testamentarische Stiftung eingerichtet. Der 1844 verstorbene Abraham Sumbel stammte aus Marokko und hatte auch dort eine Jeschiwa gestiftet. Die Verwalterstelle war ursprünglich einem Sepharden vorbehalten, ging nach der Auflösung der sephardischen Gemeinde in Altona 1882 an die aschkenasische über. Die Klaus bestand, bis sie 1942 zwangsweise aufgelöst wurde.

## Wandsbek
- Synagoge der Gemeinde Wandsbek (Königsreihe 43). (Lage)

Die Synagoge wurde 1840 errichtet und ersetzte einen älteren Betsaal, der seit 1634 bestand. Anfang der 1930er Jahre gehörten der Wandsbeker Gemeinde etwa 200 Personen an.
Die Synagoge wurde 1938 geschändet, dann enteignet. Die Überbauung wurde im Krieg teilweise zerstört, die Reste 1975 abgerissen. Auf der gegenüberliegenden Straßenseite befindet sich seit 1988 ein Gedenkstein.

## Harburg

Verbliebener Torbogen der Synagoge, heute ein Mahnmal

Synagoge der Synagogengemeinde Harburg-Wilhelmsburg Eißendorfer Straße 15 (Lage)

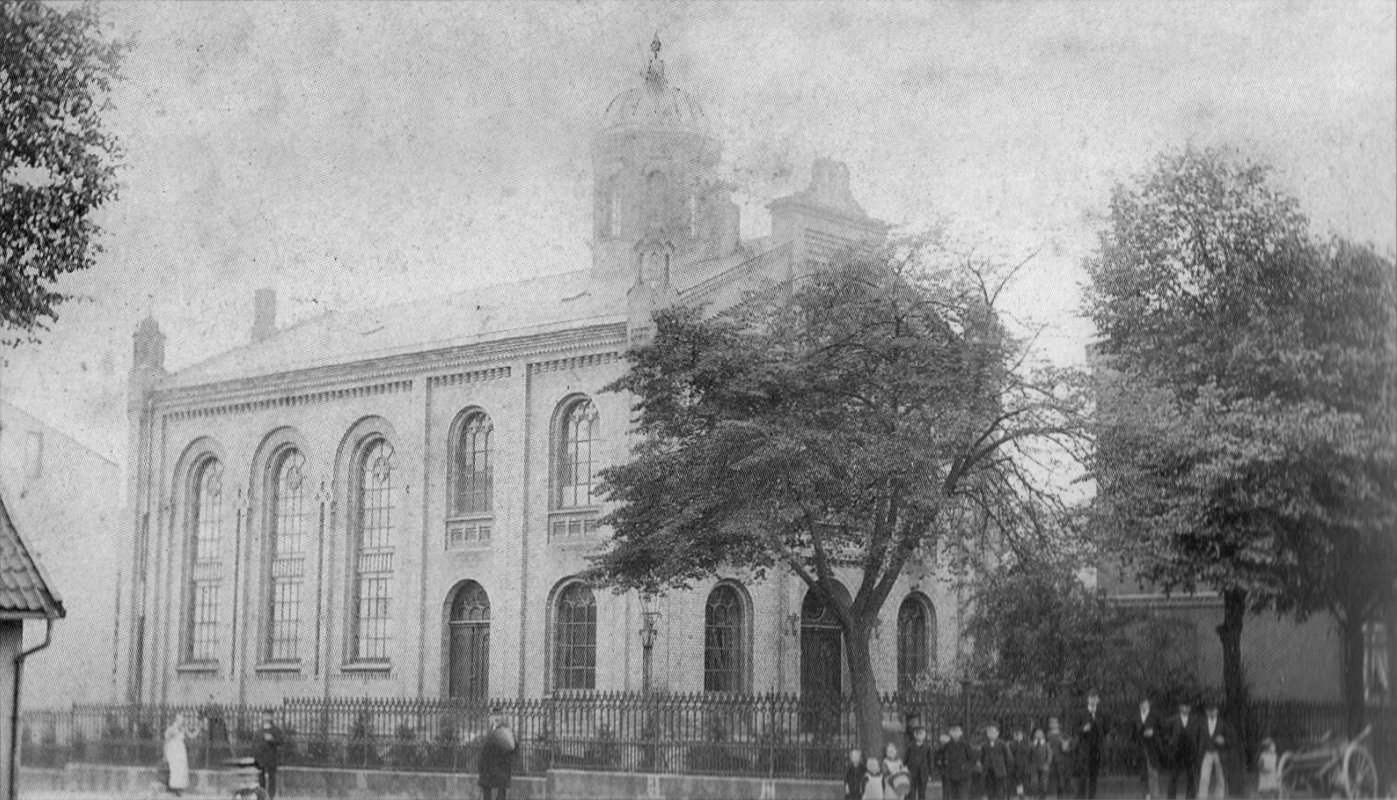
Synagoge Harburg an der Elbe

Die Harburger Juden benutzen zunächst angemietete Betsäle. Die erste Synagoge, deren Lage bekannt ist, richtete 1773 ein wohlhabendes Mitglied der Gemeinde in der Straße „Karnapp“ ein. Über die Bedingungen, zu denen er das Gebäude der Gemeinde vererben wollte, kam es zum Streit. Obwohl der Stifter 1805 starb, erwarb die Gemeinde das Gebäude erst 1830. Es wurde bis 1860 als Gemeindesynagoge benutzt und wegen Baufälligkeit nach Einsturz einer Mauer abgerissen. Die neu errichtet Synagoge befand sich in der Eißendorfer Straße und wurde 1863 eingeweiht. Die Synagoge im Rundbogenstil war mit hellen schwedischen Klinkern verblendet und hatte ein schwarzes Schieferdach. Eine Kanzel und eine unvergitterte Frauenempore sprechen für eine liberale Einstellung der Bauherren 1889 wurde ein Stand für einen Chor eingebaut, 1930 wurde ein Anbau errichtet.
Am Abend des 10. November 1938 (also einen Tag nach der Reichspogromnacht) wurde die Synagoge vollständig geplündert und teilweise angezündet. Geraubte Ritualgegenstände wurde auf den Harburger Marktplatz am „Sand“ geschleppt und dort „unter häßlichem Ulk und Mummenschanz“ verbrannt. Im August 1939 mussten Grundstück und Gebäude verkauft werden. Das Gebäude wurde vermutlich im Krieg zerstört und in der Nachkriegszeit überbaut. 1949 fand vor dem Schwurgericht Hamburg ein Prozess gegen die Haupttäter des Novemberpogroms statt.
Seit 1988 befindet sich dort eine Gedenkstätte für die zerstörte Synagoge.

## Synagogen in Sozial- und Gemeinschaftseinrichtungen
- Synagoge in der Auswanderungshallen, Veddel, (Lage)

Unter den Auswanderern die über Hamburg nach Nordamerika emigrierten, befanden sich viele, meist osteuropäische, Juden. Alle Zwischendeckspassagiere musste ab 1882 ihre Wartezeit in Hamburg in einem Barackenlager am Amerikakai verbringen, das von der HAPAG betrieben wurde. Ein Hilfsverein betreute die jüdischen Auswanderer und richtete eine koschere Küche ein. 1896 wurde eine kleine Synagoge errichtet. Als die Auswandererhallen 1901 auf die Veddel verlegt wurden, wurde auch dort eine Synagoge eingerichtet, in der bis 1933 fast täglich Gottesdienste stattfanden. 1934 wurde das Heim geschlossen, die meisten Gebäude wurden nach dem Zweiten Weltkrieg abgerissen.
- Synagoge im Altenhaus der Deutsch-Israelitischen Gemeinde, Sedanstraße 23, (Lage)

Die Synagoge wurde mit dem jüdischen Altenheim 1884 errichtet. 1900 wurde das Heim erweitert und die Synagoge in den neuen Teil verlegt. Die Bewohner wurden in den 40er Jahren deportiert. Die Synagoge diente nach 1945 der Gemeinde an Hohen Feiertage als zusätzliche Bestätte. 1958 wurde das Altenheim verlegt und das Gebäude verkauft. Heute erinnert eine Plakette am Gebäude an das Altenheim und das Schicksal seiner Bewohner.
- Oppenheimer-Stift, Kielortallee 22/24, (Lage)

Hirsch Berend Oppenheimer gründete 1868 ein Wohnstift für arme Familien, dem eine Synagoge angeschlossen war. Von den Bewohnern wurde ein ordentlicher und frommer Lebenswandel verlangt, der Kultus der Synagoge war streng orthodox und „ohne Neuerungen“. Das Stift befand sich zunächst am Krayenkamp und wurde 1908 in die Kielortallee verlegt. Während der Zeit des Nationalsozialismus wurde dieses Stift wie elf andere jüdische Wohnstifte zur zwangsweisen Unterbringung von Juden vor deren Deportation benutzt. Das Gebäude überstand den Krieg und wurde 1945 restituiert. Die Synagoge wurde wieder hergerichtet und diente ab 1945 der neugegründeten Gemeinde, bis 1960 eine neue Synagoge gebaut werden konnte. Heute ist es ein privates Wohnhaus.
- im Knaben-Waiseninstitut 1841–1882 Markusstr 21, ab 1883 am Papendamm 3.(Lage)

Das Waisenhaus für Jungen zog 1841 in ein Haus in der Marcusstraße. Ein Jahr später wurde eine dort eine Synagoge eingeweiht. 1883 wurde das Haus in das Grindelviertel verlegt und erhielt ein neues Gebäude, erbaut von Abraham Rosengarten; auch in diesem Bau war eine Synagoge vorhanden. Die etwa 30 Jungen besuchten die Talmud Tora Schule. Das Waisenhaus wurde 1942 aufgelöst, nachdem die meisten Jungen deportiert worden waren.
- im Israelitischen Krankenhaus

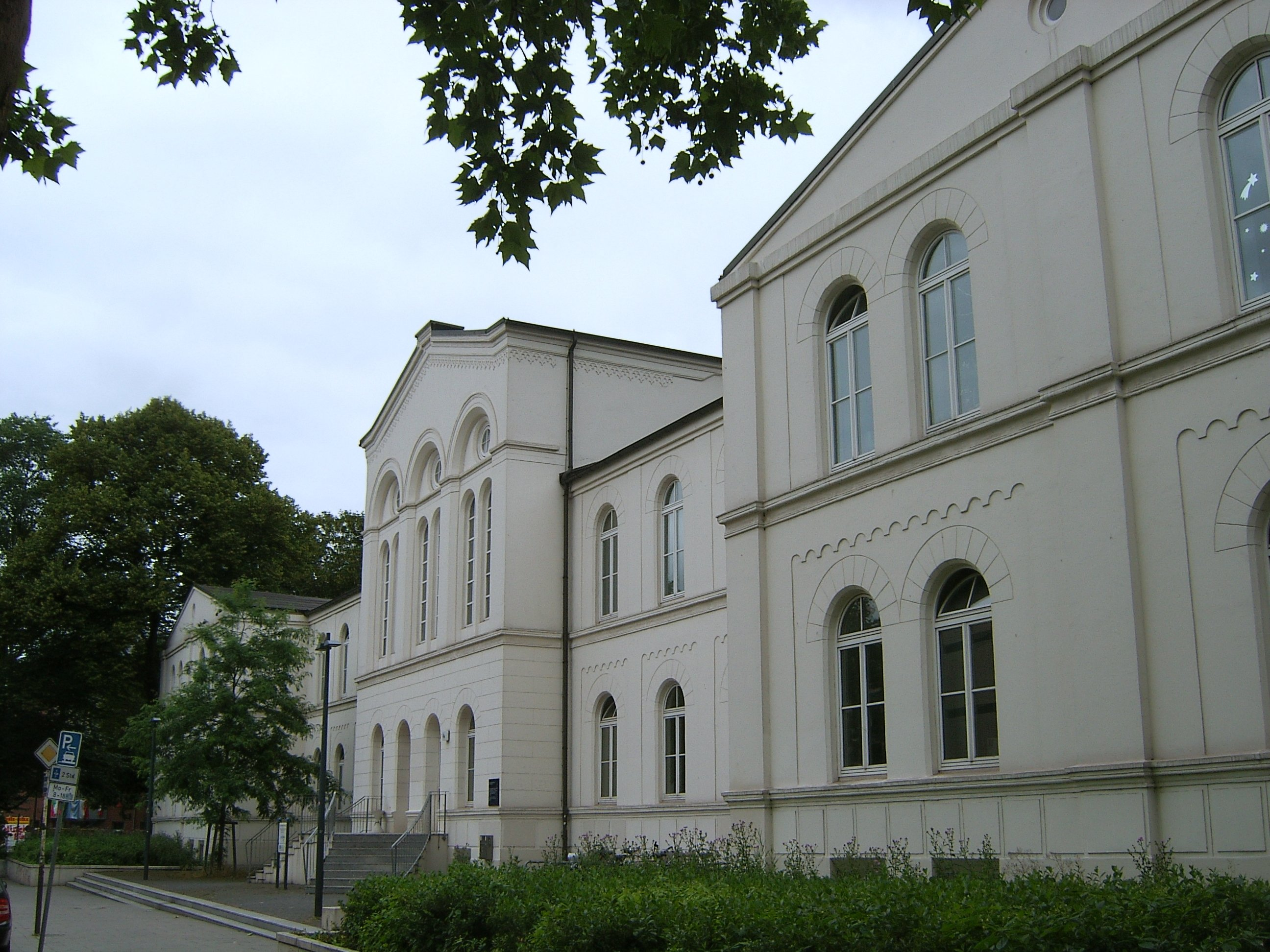
Ehemaliges Israelitisches Krankenhaus. Die Synagoge befand sich im Mittelbau, erkennbar an den großen Rundbogenfenstern.

Das 1831 von Salomon Heine gestiftete Krankenhaus stand Patienten aller Religionen offen, gleichzeitig bot es mit koscherer Verpflegung und Synagoge orthodoxen Patienten die Möglichkeit, die Religionsgesetze auch im Krankheitsfall einzuhalten. Die Synagoge befand sich im Mittelteil des Haupthauses im oberen Stockwerk. Am Giebel erinnerte eine Inschrift an die verstorbene Ehefrau des Stifters: „Krankenhaus der Deutsch-Israelitischen Gemeinde – Der sel. Frau Betty Heine zum Andenken erbaut von ihrem Gatten. – Hamburg Anno 1841.“ Im August 1939 hielt Joseph Carlebach den letzten Gottesdienst im Gedenken an die Hundertjahrfeier der Stiftung. Im gleichen Jahr musste das Gebäude geräumt und das Krankenhaus notdürftig an andere Stelle verlagert werden.
- in der Talmud-Tora-Schule.